# Глухов, Василий Павлович
Васи́лий Па́влович Глу́хов (1928—2014) — председатель Мелитопольского горисполкома (1971—1977), депутат Запорожского облсовета (1971—1988), почётный гражданин Мелитополя (1999).

## Биография
Трудовую деятельность начал в 1943 году; сразу после освобождения Мелитополя от германской оккупации по направлению горвоенкомата принимал участие в разминировании территории города и района. В 1944—1946 годах был учеником слесаря в ремесленном училище № 4. С апреля 1947 по октябрь 1952 года он служил на флоте в Севастополе. Затем работал электриком в мелитопольской энергоснабжающей организации. В 1959 году окончил Мелитопольский институт механизации сельского хозяйства и продолжил работу на Мелитопольском компрессорном заводе, в должности главного энергетика.
В 1960 году был избран вторым секретарём горкома КПСС. С 1963 по 1971 год он был председателем Мелитопольского городского комитета народного контроля, а в мае 1971 года был избран председателем исполнительного комитета Мелитопольского горсовета и работал в этой должности до 1977 года. В 1971—1988 годах он также был депутатом Запорожского облсовета. В 1991—1994 годах, уже достигнув пенсионного возраста, работал заместителем начальника отдела по переписи населения Запорожского областного статистического управления.
Умер 9 апреля 2014 года.